# Kuwait ved sommer-OL 2012
Kuwait deltog ved Sommer-OL 2012 i London som blev arrangeret i perioden 27. juli til 12. august 2012.

## Medaljer
| 2012 London | Guld | Sølv | Bronze | Total |
| Kuwait      | 0    | 0    | 1      | 1     |

### Medaljevinderne
| Kuwait under sommer-OL 2012 London | Kuwait under sommer-OL 2012 London | Kuwait under sommer-OL 2012 London | Kuwait under sommer-OL 2012 London | Kuwait under sommer-OL 2012 London |
| Medaljer                           | Atlet                              | Sport                              | Øvelse                             | Resultat                           |
| ---------------------------------- | ---------------------------------- | ---------------------------------- | ---------------------------------- | ---------------------------------- |
| Bronze                             | Fehaid Al-Deehani                  | Skydning                           | Trap mænd                          | 145                                |